# Acronema
Acronema – rodzaj roślin z rodziny selerowatych (Apiaceae). Obejmuje 38 gatunków występujących w Azji środkowej i wschodniej, głównie na terenach wyżej położonych od wschodniego Nepalu po południowo-zachodnie Chiny.

## Morfologia
Rośliny dwuletnie i byliny z bulwiastym kłączem. Bruzdowana łodyga wzniesiona. Liście odziomkowe ogonkowe, u nasady z pochwą liściową. Blaszka liści jest szeroko- trójkątna lub 1-2-3-krotnie pierzasto złożona. Odcinki często równowąskie. Kwiaty zebrane w baldach złożony, często bez pokryw i pokrywek. Płatki białe lub czerwone, często na szczycie długo zaostrzone lub ościste wyciągnięte.

## Systematyka
Pozycja według APweb (aktualizowany system APG III z 2009)
Przedstawiciel podrodziny Apioideae w obrębie rodziny selerowatych (Apiaceae) należącej do rzędu selerowców (Apiales) reprezentującego dwuliścienne właściwe.
Wykaz gatunków
- Acronema acronemifolium (C.B.Clarke) H.Wolff
- Acronema alpinum S.L.Liou & R.H.Shan
- Acronema astrantiifolium H.Wolff
- Acronema bellum (C.B.Clarke) P.K.Mukh.
- Acronema brevipedicellatum Z.H.Pan & M.F.Watson
- Acronema bryophilum Farille & Lachard
- Acronema chienii R.H.Shan
- Acronema chinense H.Wolff
- Acronema commutatum H.Wolff
- Acronema cryptosciadeum Farille & Lachard
- Acronema dyssimetriradiata Farille & S.B.Malla
- Acronema edosmioides (H.Boissieu) Pimenov & Kljuykov
- Acronema evolutum (C.B.Clarke) H.Wolff
- Acronema forrestii H.Wolff
- Acronema gracile S.L.Liou & R.H.Shan
- Acronema graminifolium (W.W.Sm.) S.L.Liou & R.H.Shan
- Acronema handelii H.Wolff
- Acronema hookeri (C.B.Clarke) H.Wolff
- Acronema ioniostyles Farille & Lachard
- Acronema johrianum Babu
- Acronema minus (M.F.Watson) M.F.Watson & Z.H.Pan
- Acronema mukherjeeanum Farille & Lachard
- Acronema muscicola (Hand.-Mazz.) Hand.-Mazz.
- Acronema nervosum H.Wolff
- Acronema paniculatum (Franch.) H.Wolff
- Acronema phaeosciadeum Farille & Lachard
- Acronema pilosum C.Norman
- Acronema pneumatophobium Farille & Lachard
- Acronema pseudotenera P.K.Mukh.
- Acronema radiatum (W.W.Sm.) H.Wolff
- Acronema refugicola Farille & Lachard
- Acronema rivale C.Norman
- Acronema schneideri H.Wolff
- Acronema sichuanense S.L.Liou & R.H.Shan
- Acronema tenerum (DC.) Edgew.
- Acronema wolffiana Fedde ex H. Wolff
- Acronema xizangense S.L.Liou & R.H.Shan
- Acronema yadongense S.L.Liou